# Euphoresia baliola
Euphoresia baliola är en skalbaggsart som beskrevs av Brenske 1901. Euphoresia baliola ingår i släktet Euphoresia och familjen Melolonthidae. Inga underarter finns listade i Catalogue of Life.